# Lepidobolus drapetocoleus
Lepidobolus drapetocoleus är en gräsväxtart som beskrevs av Ferdinand von Mueller. Lepidobolus drapetocoleus ingår i släktet Lepidobolus och familjen Restionaceae. Inga underarter finns listade i Catalogue of Life.